# 루크 윌슨
루크 윌슨(Luke Wilson, 1971년 9월 21일 ~ )은 미국의 배우이다.

## 출연 작품

### 영화
- 바틀 로켓 (1996)
- 베스트 맨 (1997, Best Men)
- 경찰서를 털어라 (1999)
- 마이 독 스킵 (2000)
- 러브 인 텍사스 (2000, Committed)
- 로얄 테넌바움 (2001)
- 소울 서바이버 (2001)
- 금발이 너무해 (2001) - 에밋 역
  - 금발이 너무해 2 (2003)
- 써드 휠 (2002)
- 알렉스 & 엠마 (2003)
- 올드 스쿨 (2003)

- 미녀 삼총사: 맥시멈 스피드 (2003)
- 앵커맨 (2004)
- 겁나는 여친의 완벽한 비밀 (2006)
- 이디오크러시 (2006)
- 베이컨시 (2007)
- 데스 앳 어 퓨너럴 (2010)
- 라이드: 나에게로의 여행 (2014) - 이언 역
- 스켈리턴 트윈스 (2014) - 랜스 역
- Satellite Beach (2014) - 워런 플라워스 역, 연출·각본 겸임 (단편)
- 타임 투 러브 (2014)
- 메도우랜드 (2015, Meadowland) - 필 역
- 게임 체인저 (2015) - 로저 거델 역
- 리디큘러스 6 (2015) - 대니 역
- 디어 엘리너 (2016, Dear Eleanor) - 밥 포터 역
- 무법자와 천사들 (2016, Outlaws and Angels) - 조사이아 역
- 괜찮아요, 미스터 브래드 (2017) - 제이슨 햇필드 역
- 아리조나 (2018, Arizona)
- 메저 오브 어 맨 (2018, Measure of a Man)
- 베를린, 아이 러브 유 (2019, Berlin, I Love You)
- 좀비랜드: 더블 탭 (2019) - 앨버커키 역
- 더 골드핀치 (2019)
- 어떤 손님 (2019, Guest of Honour)
- 눈부신 세상 끝에서, 너와 나 (2020) - 제임스 역
- 핑거네일 (2023) - 던컨 역
- 유 가터 빌리브 (2024) - 바비 래틀리프 역

### 애니메이션 영화
- 테라 3D: 인류 최후의 전쟁 (2007)
- 드림 쏭 (2016) - 버디 역

### 텔레비전
- 요절복통 70쇼 (2002-05)
- 로디즈 (2016, Roadies) - 빌 핸슨 역
- 스타걸 (2020-22)